# Шпорцевая лягушка Амье
Шпорцевая лягушка Амье (лат. Xenopus amieti) — вид южноафриканской водной лягушки рода шпорцевые лягушки.
Это тетраплоидный вид, у которого 72 хромосомы (2n=72). Внешне он напоминает Xenopus fraseri (2n=36) и Xenopus ruwenzoriensis (2n=108), но отличается числом хромосом, содержанием ДНК, размером эритроцитов и несколькими незначительными морфологическими признаками.
Эндемик Камеруна. Его естественная среда обитания — субтропические или тропические высокогорные луга, болота, пресноводные озера, пресноводные топи, пастбища и пруды аквакультуры. Он находится под угрозой исчезновения из-за потери среды обитания.
Их кожные выделения содержат нетоксичные инсулин-высвобождающие пептиды, которые могут послужить для разработки новых противодиабетических препаратов. Эти выделения стимулируются инъекцией битартрата норадреналина.